# Patrick Flynn
Pour les articles homonymes, voir Flynn.
Ne doit pas être confondu avec Patrice Flynn.
Patrick J. « Pat » Flynn (né le 17 décembre 1894 à Bandon en Irlande et décédé le 15 janvier 1969 à Jamaica dans le Queens) est un athlète américain d'origine irlandaise spécialiste du 3 000 mètres steeple. Affilié au Paulist Athletic Club, il mesurait 1,70 m pour 52 kg.

## Biographie

### Palmarès
| Date | Compétition           | Lieu   | Résultat | Épreuve              | Performance   |
| ---- | --------------------- | ------ | -------- | -------------------- | ------------- |
| 1920 | Jeux olympiques d'été | Anvers | 2e       | 3 000 mètres steeple | 10 min 21 s 0 |
| 1920 | Jeux olympiques d'été | Anvers | 9e       | Cross individuel     | 28 min 12 s 0 |
| 1920 | Jeux olympiques d'été | Anvers | 4e       | Cross par équipe     | 36 pts        |

### Records
| Épreuve              | Performance  | Lieu | Date |
| -------------------- | ------------ | ---- | ---- |
| 3 000 mètres steeple | 9 min 58 s 2 |      | 1920 |